# Tour della nazionale maschile di rugby a 15 della Georgia 2016

## Risultati
| Arbitro: | Ben O’Keeffe |

|                               |      |                                |
| 44’ Lemi                      | mt   | 48’ Tkhilaishvili              |
| 44’ Fa’apale                  | tr   | 48’ Kvirikashvili              |
| 30’, 40+2’, 42’, 52’ Fa’apale | c.p. | 2’, 7’, 40’, 59’ Kvirikashvili |

| Arbitro: | Nick Briant |

|                       |      |                            |
| 7’ Ram 69’ Fonua      | mt   | 19’, 80+3’ Kacharava       |
| 7’ Takulua 69’ Fosita | tr   | 19’, 80+3’ Kvirikashvili   |
| 33’, 42’ Takulua      | c.p. | 4’, 31’, 41’ Kvirikashvili |

| Arbitro: | JP Doyle |

|              |      |                                   |
|              | mt   | 41’ Khmaladze                     |
| 12’ Volavola | c.p. | 8’, 80’ Kvirikashvili 55’ Pruidze |